# Frank Murkowski
Frank Hughes Murkowski (Seattle, 1933. március 28. –) az Amerikai Egyesült Államok szenátora (Alaszka, 1981–2002) és Alaszka állam kormányzója (2002–2006)